# Ronde van Spanje 2010/Vijftiende etappe
De vijftiende etappe van de Ronde van Spanje 2010 werd verreden op 12 september 2010. Het was een bergrit over 170 km van Solares naar Lagos de Covadonga.

## Verslag
Met de aankomst op Lagos de Covadonga lag er weer een loodzware klim klaar voor de renners. Zes vroege vluchters reden de hele dag voorop: de Slowaak Martin Velits, de Spanjaard Carlos Barredo, de Fransman Pierre Cazaux en de drie Belgen Nico Sijmens, Greg Van Avermaet en Olivier Kaisen. Bij de voet van de slotklim bedroeg de voorsprong van de zes nog zeven minuten. Velits probeerde het als eerste, maar niemand kon op tegen de klimmersbenen van Barredo, die daar ooit als 11-jarige op een kinderfietsje naar boven reed. Barredo won, met ruim een minuut voor Sijmens. Velits werd derde. In de groep van de favorieten konden o.a. Fränk Schleck en Xavier Tondó het tempo van leider Vincenzo Nibali en co niet aan. Ezequiel Mosquera, de derde in het klassement, mocht enkele seconden terugnemen op Nibali, die zonder veel problemen leider bleef. In de andere klassementen was er niet veel verandering, Mark Cavendish blijft in het groen, David Moncoutié in de blauwe bollen en Joaquím Rodríguez in het wit.

## Uitslagen
| Plaats  | Naam              | Ploeg                 | Tijd     |
| ------- | ----------------- | --------------------- | -------- |
| Winnaar | Carlos Barredo    | Quick-Step            | 4u33'09" |
| 2       | Nico Sijmens      | Cofidis               | + 1'07"  |
| 3       | Martin Velits     | Team HTC-Columbia     | + 1'43"  |
| 4       | Greg Van Avermaet | Omega Pharma-Lotto    | + 2'06"  |
| 5       | Pierre Cazaux     | La Française des Jeux | + 2'10"  |
| 6       | Olivier Kaisen    | Omega Pharma-Lotto    | + 2'12"  |
| 7       | Ezequiel Mosquera | Xacobeo-Galicia       | + 2'15"  |
| 8       | Vincenzo Nibali   | Liquigas              | + 2'26"  |
| 9       | Peter Velits      | Team HTC-Columbia     | z.t.     |
| 10      | Joaquím Rodríguez | Katjoesja             | z.t.     |
|         |                   |                       |          |
| 37      | Laurens Ten Dam   | Rabobank              | + 6'01"  |

| Plaats    | Naam              | Ploeg                   | Tijd      |
| --------- | ----------------- | ----------------------- | --------- |
| Rode trui | Vincenzo Nibali   | Liquigas                | 65u31'14" |
| 2         | Joaquím Rodríguez | Katjoesja               | + 0'04"   |
| 3         | Ezequiel Mosquera | Xacobeo-Galicia         | + 0'39"   |
| 4         | Peter Velits      | Team HTC-Columbia       | + 2'29"   |
| 5         | Xavier Tondó      | Cervélo                 | + 2'30"   |
| 6         | Nicolas Roche     | AG2R                    | + 2'47"   |
| 7         | Fränk Schleck     | Team Saxo Bank          | 2'48"     |
| 8         | Tom Danielson     | Team Garmin-Transitions | + 3'48"   |
| 9         | Carlos Sastre     | Cervélo                 | + 4'29    |
| 10        | Vladimir Karpets  | Katjoesja               | + 5'27"   |
|           |                   |                         |           |
| 23        | Laurens Ten Dam   | Rabobank                | + 13'23"  |
| 24        | Jan Bakelants     | Omega Pharma-Lotto      | + 14'18"  |

## Nevenklassementen
| Plaats      | Naam             | Ploeg                   | Punten |
| ----------- | ---------------- | ----------------------- | ------ |
| Groene trui | Mark Cavendish   | Team HTC-Columbia       | 111    |
| 2           | Tyler Farrar     | Team Garmin-Transitions | 90     |
| 3           | Vincenzo Nibali  | Liquigas                | 82     |
|             |                  |                         |        |
| 5           | Philippe Gilbert | Omega Pharma-Lotto      | 68     |
| 63          | Theo Bos         | Cervélo                 | 9      |

| Plaats                | Naam             | Ploeg           | Punten |
| --------------------- | ---------------- | --------------- | ------ |
| Bolletjestrui (blauw) | David Moncoutié  | Cofidis         | 45     |
| 2                     | Serafín Martínez | Xacobeo-Galicia | 36     |
| 3                     | Gonzalo Rabuñal  | Xacobeo-Galicia | 25     |
|                       |                  |                 |        |
| 7                     | Niki Terpstra    | Team Milram     | 14     |
| 13                    | Nico Sijmens     | Cofidis         | 10     |

| Plaats     | Naam              | Ploeg              | Punten |
| ---------- | ----------------- | ------------------ | ------ |
| Witte trui | Joaquím Rodríguez | Katjoesja          | 11     |
| 2          | Vincenzo Nibali   | Liquigas           | 13     |
| 3          | Ezequiel Mosquera | Xacobeo-Galicia    | 14     |
|            |                   |                    |        |
| 11         | Philippe Gilbert  | Omega Pharma-Lotto | 77     |
| 24         | Laurens Ten Dam   | Rabobank           | 128    |

| Plaats | Ploeg            | Tijd       |
| ------ | ---------------- | ---------- |
|        | Katjoesja        | 196u12'13" |
| 2      | Caisse d'Epargne | + 3'45"    |
| 3      | Cervélo          | + 7'47     |

## Opgaves
- Óscar Freire (Rabobank) - Niet gestart
- José Luis Arrieta (AG2R-La Mondiale)
- Beñat Intxausti (Euskaltel-Euskadi)
- Arthur Vichot (Française des Jeux)
- Jelle Vanendert (Omega Pharma-Lotto)

1e etappe ·
2e etappe ·
3e etappe ·
4e etappe ·
5e etappe ·
6e etappe ·
7e etappe ·
8e etappe ·
9e etappe ·
10e etappe ·
11e etappe ·
12e etappe ·
13e etappe ·
14e etappe ·
15e etappe ·
16e etappe ·
17e etappe ·
18e etappe ·
19e etappe ·
20e etappe ·
21e etappe
Startlijst · Eindstanden · Afbeeldingen